# Ахметов, Рафаэль Мидхатович
Рафаэ́ль Мидха́тович Ахме́тов (13 января 1989, Лениногорск, Татарская АССР, РСФСР, СССР) — российский хоккеист, нападающий. Мастер спорта России международного класса (2021).

## Карьера
Родился 31 января 1989 года в городе Лениногорске Татарской АССР. Начал заниматься хоккеем в местном «Нефтянике», но вскоре оказался в школе более сильного «Нефтехимика» из города Нижнекамска того же региона.
В сезоне 2005/2006 начал выступать за фарм-клуб «Нефтехимик»-2, выступающий в Первой лиге. В сезоне 2007/2008 дебютировал в основном составе клуба, выступающем в Суперлиге. Затем выступал в основном в Высшей лиге: в сезоне 2008/2009 — за «Нефтяник» из родного города; в сезоне 2009/2010 — за «Ижсталь» из Ижевска; в сезоне 2010/2011 — за «Нефтяник» из Альметьевска, в его составе — серебряный призёр чемпионата ВХЛ. Победитель Всемирной зимней Универсиады 2011 в составе российской сборной. В межсезонье 2011 тренировался в составе новичка КХЛ «Льва» из Попрада (Словакия), однако в состав не попал и осень провёл в фарм-клубе «Попрад» из того же города, выступающем в Словацкой экстралиге. В конце ноября перешёл в ярославский «Локомотив», готовящийся к выступлению в ВХЛ, подписав с ним трёхлетний контракт.
5 июня 2014 года «Локомотив» отправил его в «Сочи» на денежную компенсацию.
23 декабря 2015 года «Нефтехимик» обменял Ахметова в «Ладу» на выбор во втором раунде драфта-2016.

## Статистика
| Легенда | Легенда                    | Легенда | Легенда                   | Легенда | Легенда    |
| ------- | -------------------------- | ------- | ------------------------- | ------- | ---------- |
| И       | Количество проведённых игр | Штр     | Штрафное время            | +/−     | Плюс-минус |
| Г       | Голы                       | П       | Голевые передачи          | О       | Очки       |
| -       | Статистика неизвестна      | —       | Статистика не учитывалась |         |            |

## Достижения
Командные
| Год  | Команда              | Достижение            | Достижение |
| ---- | -------------------- | --------------------- | ---------- |
| 2011 | Нефтяник Альметьевск | Серебряный призёр ВХЛ |            |
| 2011 | Россия (студ.)       | Чемпион Универсиады   |            |
| 2014 | Локомотив Ярославль  | Бронзовый призёр КХЛ  |            |